# Herminia robiginosa
Herminia robiginosa är en fjärilsart som beskrevs av Otto Staudinger 1888. Herminia robiginosa ingår i släktet Herminia och familjen nattflyn. Inga underarter finns listade i Catalogue of Life.